# 東北U-15みちのくリーグ
東北U-15みちのくリーグ（とうほくあんだーふぃふてぃーんみちのくりーグ）は、東北地方6県（青森県・岩手県・秋田県・宮城県・山形県・福島県）の第3種（中学生・ジュニアユース）チームが参加するサッカーリーグ戦。

## 概要
大会は北東北3県と南東北3県に分かれ2回戦総当たりのリーグ戦を開催する。大会初年度となった2008年は各県ごとに2チームずつが参加した。2011年は南北8チームずつが参加することになった。2015年現在、北10チーム、南10チームが参加する。
出場チームは高円宮杯の東北予選の出場権を与えられる。

## 2015年度の参加チーム

### 北東北
- 青森山田中学校（青森県）
- ブラウブリッツ秋田　U-15（秋田県）
- MIRUMAE FC U-15（岩手県）
- ヴェルディSS岩手・花巻（岩手県）
- レノヴェンスオガサFC（岩手県）
- FCあきたASPRIDE（秋田県）
- ウインズFC U-15（青森県）
- 遠野中学校（岩手県）
- グルージャ盛岡（岩手県）
- 大曲中学校（秋田県）

### 南東北
- ベガルタ仙内ジュニアユース（宮城県）
- モンテディオ山形ジュニアユース庄内（山形県）
- モンテディオ山形ジュニアユース村山（山形県）
- 山形FC（山形県）
- 塩釜FC（宮城県）
- 東北学院中学校（宮城県）
- ラッセル郡山（福島県）
- FC FRESCA（宮城県）
- FC　レグノウァ（福島県）
- ながいユナイテッド　FC （山形県）

## 年度別優勝チーム
| 年度 | 北東北               | 南東北                     |
| ---- | -------------------- | -------------------------- |
| 2008 | レイソルS.S.盛岡     |                            |
| 2009 | レノヴェンスオガサFC | JFAアカデミー福島          |
| 2010 | レノヴェンスオガサFC | ベガルタ仙台ジュニアユース |
| 2011 | レノヴェンスオガサFC | ベガルタ仙台ジュニアユース |
| 2012 | 青森山田中学校       | ベガルタ仙台ジュニアユース |
| 2013 | 青森山田中学校       | ベガルタ仙台ジュニアユース |
| 2014 | 青森山田中学校       | ベガルタ仙台ジュニアユース |
| 2015 | 青森山田中学校       | ベガルタ仙台ジュニアユース |

※レイソルS.S.盛岡とレノヴェンスオガサFCは同一チームである。2009年に柏レイソルとの提携を解除して現在のチーム名となった。

## 入れ替え
南北共に、リーグ戦の下位３チームが自動降格、基本各県リーグ1位のチームが翌年のリーグ戦に参加となる。